# Тимофей II Элур
Тимофе́й II Э́лур (греч. Τιμόθεος Β΄ Αίλουρος) — патриарх Александрийский с марта 457 года по январь 460 года и повторно с конца 475 по 31 июля 477 года. Богослов, один из виднейших деятелей антихалкидонской партии в Церкви, последовательный защитник миафизитской христологии.
После Халкидонского собора на кафедру смещённого патриарха Александрийского Диоскора, был поставлен Протерий, приверженец Халкидонского собора. После смерти императора Маркиана (январь 457), представляющая подавляющее большинство в Александрийской церкви антихалкидонитская партия, воспользовавшись отсутствием военачальника Дионисия, завладела главною церковью в Александрии и поставила патриархом Александрии инока Тимофея, прозванного за его хитрость Элуром (Αίλυρος — «вертун, хвост, кот»). С возвращением войск и попыткой насильственного возврата на Александрийскую кафедру Протерия произошел бунт, в результате которого Протерий был убит. Отвержение халкидонского определения о двух природах и укрепление позиций миафизитства в Египте шли вразрез с имперской политикой, что не могло остаться без внимания константинопольских властей. Сторонник Халкидонского собора новый император Лев I Макелла обратился ко многим иерархам Церкви с циркуляром, где содержалось 3 вопроса, и первый из них был о Тимофее Элуре. Почти все епископы выразились не в пользу Тимофея, и только критские епископы, хотя и с некоторыми оговорками, заявили: «О Тимофее же… мы определяем, что он твёрд на престоле». Невзирая на это, в 460 году под давлением папы Льва I, император сослал патриарха Тимофея II, а на его место патриархом был поставлен халкидонит Тимофей III Салофакиол, человек уступчивый и избегавший обострения христологического конфликта.
Патриарх Тимофей II был возвращен на свою кафедру императором Василиском, небезосновательно считавшим, что противников Халкидонского собора в духовенстве империи гораздо больше, чем его сторонников, а в Египте миафизитов сознательно поддерживало и большинство простого народа. Василиск вызвал из ссылки Тимофея II и издал Энкиклион, в котором признал два Ефесских собора и отверг как заблуждение Евтихия, так и вероучение Халкидонского собора. После победы Зенона над Василиском Энцикликон был отменён, однако сохранилась общая антихалкидонская политика императоров, не способных навязать Александрийской церкви Халкидонский собор. Уже после смерти патриарха Тимофея II, при его преемнике Петре III Монге, ради успокоения возмущений в Египте, император Зенон издал свой знаменитый Энотикон.

## Труды патриарха Тимофея
Патриарх Александрийский Тимофей II был одним из знаковых лиц церковной жизни и богословской мысли второй половины V века. Будучи последовательным миафизитом, он продолжил дело своего предшественника Диоскора, защищая миафизитскую христологию. Во время пребывания ссылке им создаётся большая часть его письменных трудов. До нас дошла лишь небольшая часть написанного им, всё больше в виде цитат, переведённых на армянский, сирийский и коптские языки. Греческих оригинальных текстов не сохранилось вовсе, что указывает на то, что богословское наследие патриарха Тимофея II было уничтожено сторонниками халкидонского собора.
Наиболее значительным и целиком сохранившимся (благодаря армянскому переводу) трудом патриарха Тимофея II является «Возражения к определениям собора в Халкидоне». Этот труд является основательным и важным источником по вопросам внутрицерковной жизни той эпохи, по вопросам борьбы за вероисповедание. В нём излагаются исторические события, произошедшие вокруг соборов в Эфесе (449) и Халкидоне, рассказывается о гонениях против несогласных с имперской политикой насаждения халкидонизма и другие факты. «Возражения» демонстрируют официальную позицию противников халкидонского собра в Александрийской церкви. Именно эту цель излагает патриарх Тимофей в предисловии к своей книге: «Свидетельствами святых и православных отцов, проповедующих истинное учение Бога, отвергнуть томос Льва и определения собора Халкидонского». Произведение разделено на две части, первая из которых посвящена томосу Льва, а вторая определениям Халкидонского собора.
«Возражения» представляют огромный интерес в контексте патрологии и ересиологии, давая обширную подборку и святоотеческих цитат (прежде всего Кирилла Александрийского), и цитат из работ известных ересиархов (Павла Самосатского, Феодора Мопсуестийского и Нестория Константинопольского).